# The Forever War
The Forever War (slovensko: Večna vojna) je vojaški znanstvenofantastični roman ameriškega pisatelja Joeja Haldemana, ki je prvič izšel leta 1974 pri založbi St. Martin's Press.
Zgodba pripoveduje o medzvezdni vojni med človeštvom in Taurani, zunajzemeljsko civilizacijo, osredotoča pa se predvsem na teme nehumanosti in nesmiselnosti vojne ter vojaške birokracije in učinek odtujevanja njenih udeležencev. Po mnenju mnogih gre za deloma avtobiografsko pripoved o avtorjevih izkušnjah v vietnamski vojni. To potrjujeta tudi imeni glavnega lika, Williama Mandelle, čigar priimek je približen anagram avtorjevega, in Marygay Potter, glavnega ženskega lika, ki je skoraj enako dekliškemu imenu njegove žene.
Za roman je Haldeman prejel obe najpomembnejši književni nagradi za področje znanstvene fantastike, nagrado nebula leta 1975 in nagrado hugo leta 1976. Leta 1999 je bila izdana v zbirki SF Masterworks založbe Millenium.

## Zgodba
Glavni lik je William Mandella, pravkar diplomirani fizik, ki ga vpokličejo v vojsko in dodelijo elitni enoti Združenih narodov v vojni proti civilizaciji Tauranov, na katero je naletelo človeštvo pri naseljevanju galaksije, ko so pričeli napadati vesoljske ladje kolonizatorjev.
Enota, ena prvih v ta namen, je sestavljena iz elitnih rekrutov z inteligenčnim količnikom preko 150 in izjemno telesno pripravljenostjo. Podvrženi so napornemu treningu najprej na Zemlji, nato pa v bazi na Haronu, kjer je zaradi neizprosnega okolja in uporabe pravega streliva med rekruti več žrtev. Po končanem treningu se odpravijo na prvo nalogo v drugo osončje, skozi črvini podoben pojav, ki omogoča skoraj takojšnje potovanje med zvezdami. Vendar pa mora vesoljska ladja za vstop v t. i. kolapsar (v izvirniku collapsar) potovati blizu svetlobne hitrosti, posledica česar je podaljšanje časa ob vsakem »skoku« zaradi relativističnega učinka.
Prvi stik z nasprotniki se sprevrže v masaker, saj Taurani nimajo nobenih predhodnih izkušenj z bojevanjem na blizu. Vendar pa z vsakim skokom med kolapsarji preteče zunaj ladje mnogo več časa kot ga doživijo pripadniki enote, zato je vsaka nadaljnja bitka z vedno izkušenejšimi nasprotniki težja. V vojski, ki jo približno enakovredno sestavljajo moški in ženske, za vzdrževanje morale aktivno vzpodbujajo promiskuiteto in menjavo spolnih partnerjev. William po nekaj partnericah spozna Marygay, s katero se tudi čustveno zaplete. Naposled se vrnejo na Zemljo, ki se je v desetletjih od njihovega odhoda drastično spremenila. Zaradi prenaseljenosti zmanjkuje hrane in surovin, ogromno je kriminala, zunaj mest vlada brezvladje in zakon močnejšega. Svetovna vlada za zmanjšanje števila prebivalstva aktivno promovira homoseksualnost.
Frustrirana nad spremembami se William in Marygay vrneta v vojsko, kjer kot veterana avtomatsko dobita oficirski status in poveljstvo nad novimi rekruti. Vojaška birokracija loči Williama od Marygay, njegove edine vezi s preteklostjo, in mu dodeli poveljstvo nad vojaki, ki govorijo njemu skoraj nerazumljiv jezik, so praktično iste narodnosti in so brez izjeme homoseksualci. Pred tem ga pod hipnozo naučijo vse o teoriji vojskovanja od antike do sedanjosti, kar postane neusahljiv vir sarkastičnih komentarjev o neizbežnosti trenutne situacije.
William skoraj povsem na račun sreče preživi štiri leta vojskovanja in postane najizkušenejši vojak. Zadnja bitka, v kateri se morajo zaradi uporabe energijskega polja zateči k srednjeveškim metodam boja, je tudi zadnja bitka v vojni, ki se zaradi podaljšanja časa dejansko konča nekaj sto let preden se William in njegova enota vrnejo v naše osončje. Človeštvo je medtem pričelo s kloniranjem ljudi in se razmnožuje skoraj izključno na ta način. Kloni so sposobni posebnega načina komunikacije, ki jim končno omogoči stik s Taurani (ti so prav tako kloni). Izkaže se, da je bila nekaj tisoč let trajajoča vojna posledica strašanske pomote, ki je izšla iz nezmožnosti komuniciranja.
William na koncu ponovno sreča Marygay, ki je končala s služenjem mnogo prej in skupaj z ostalimi veterani najela ladjo, s katero so izkoriščali učinek podaljšanja časa da bi počakali na zadnje preživele. Ustalijo se v eni izmed »staromodnih«, heteroseksualnih kolonij, ki obstajajo za primer, da bi se kloniranje izkazalo za dolgoročno zgrešeno strategijo preživetja. Epilog je novica iz leta 3143, ki oznanja rojstvo zdravega sina Williama in Marygay.